# Burgettstown (Pensilvania)
Burgettstown es un borough ubicado en el condado de Washington en el estado estadounidense de Pensilvania. En el año 2000 tenía una población de 1.576 habitantes y una densidad poblacional de 978 personas por km².

## Geografía
Burgettstown se encuentra ubicado en las coordenadas 40°22′51″N 80°23′28″O / 40.38083, -80.39111.

## Demografía
Según la Oficina del Censo en 2000 los ingresos medios por hogar en la localidad eran de $33,350 y los ingresos medios por familia eran $39,271. Los hombres tenían unos ingresos medios de $32,885 frente a los $23,375 para las mujeres. La renta per cápita para la localidad era de $16,097. Alrededor del 10.3% de la población estaba por debajo del umbral de pobreza.